# New Hampshire
New Hampshire ([nuː ˈhæmpʃɚ] ⓘ AE / [njuː ˈhæmpʃə] BE) ist ein Bundesstaat der Vereinigten Staaten in der Region Neuengland. Im Westen grenzt er an den Bundesstaat Vermont, im Osten an Maine, im Süden an Massachusetts und im Norden an die kanadische Provinz Québec. Bei einer Fläche von 24.216 km² zählt der Bundesstaat etwa 1,3 Mio. Einwohner; damit ist er der siebtkleinste Staat nach Fläche und der zehntkleinste nach Bevölkerung. Der überwiegende Teil der Einwohner lebt im Süden des Bundesstaats, der Norden ist von Mittelgebirgen geprägt. Die Hauptstadt ist Concord mit fast 43.000 Einwohnern, die größte Stadt ist Manchester mit 110.000. Der Bundesstaat wird wegen seiner Steinbrüche auch The Granite State („Granit-Staat“) genannt.
Die ersten Spuren menschlicher Besiedlung reichen über 10.000 Jahre zurück. Die große Mehrheit der Bevölkerung ist europäischer Abstammung, Indianer gibt es seit den 1740er Jahren nur noch vereinzelt. Kontakte mit Europäern führten ab den 1630er Jahren zu starken Bevölkerungsverlusten unter den Ureinwohnern, vor allem durch Pockenepidemien, schließlich trieben Kämpfe mit Irokesen und Engländern die Überlebenden nach Maine und Kanada.
Seit 1629 trat England als Kolonialmacht auf, die Kolonie wurde nach dem englischen Hampshire benannt. Nach den Grundsätzen des englischen Feudalismus wurde das Land vergeben und Siedler angesetzt. In den Jahren von 1641 bis 1679 gehörte New Hampshire zu Massachusetts, unterstand darauf für etwas über ein Jahrzehnt dem König unmittelbar und kam von 1691 bis 1741 erneut zu Massachusetts, dessen Gouverneure für den nördlichen Nachbarn zuständig wurden.
Im Jahr 1776 gründete New Hampshire als erste Kolonie eine Regierung, verabschiedete eine Verfassung und wurde mit den neu gegründeten Vereinigten Staaten unabhängig. Im Jahr 1808 wurde Concord seine Hauptstadt. In den Jahren von 1832 bis 1835 bestand eine unabhängige Republik an der kanadischen Grenze, Großbritannien gab seine Ansprüche erst 1836 auf. Von der Industrialisierung und dem Bürgerkrieg profitierte der Bundesstaat ökonomisch, doch mit der Weltwirtschaftskrise brachen wesentliche Industriezweige zusammen. Erst die Anbindung an den Wirtschaftsraum Boston brachte neue wirtschaftliche Impulse vor allem in den Süden von New Hampshire. In dieser Zeit wurde der Bundesstaat zu einem Zentrum der Textil-, Schuh- und Papierherstellung. Die Amoskeag Manufacturing Company in Manchester war die größte Baumwolltextilfabrik der Welt. Französisch-Kanadier bildeten den bedeutendsten Zustrom von Einwanderern, und ein Viertel der Einwohner New Hampshires hat französisch-amerikanische Vorfahren. Seit 1950 hat sich die Wirtschaft diversifiziert und umfasst nun Finanzdienstleistungen, Immobilien, Bildung, Transport und Hightech, wobei die Produktion immer noch über dem US-Durchschnitt liegt.
New Hampshire gehört zu den reichsten und am besten ausgebildeten Bundesstaaten. Es ist einer von neun Bundesstaaten ohne Einkommenssteuer und erhebt keine Steuern auf Verkäufe, Kapitalerträge oder Erbschaften, während es sich zur Finanzierung des Bildungswesens stark auf lokale Grundsteuern stützt; folglich gehört die Steuerlast des Bundesstaates zu den niedrigsten des Landes. New Hampshire ist einer der am wenigsten religiösen Bundesstaaten und bekannt für seine libertär geprägte politische Kultur; es ist einer der am wenigsten liberalen Bundesstaaten Neuenglands. Die Republikanische Partei von New Hampshire hat seit 2017 eine Dreifachmehrheit in der Landesregierung inne, mit Ausnahme der Jahre 2019 und 2020, während die Demokratische Partei die Mehrheit auf Bundesebene im Kongress innehat. New Hampshire ist der einzige Bundesstaat, der eine Frau als Gouverneurin und Frauen als beide US-Senatoren hat.
Mit seinem bergigen und dicht bewaldeten Gelände verfügt New Hampshire über einen wachsenden Tourismussektor, dessen Schwerpunkt auf Freizeitaktivitäten liegt. Der Bundesstaat beherbergt einige der höchsten Skigebiete an der Ostküste und ist ein beliebtes Ziel für Wintersportler. Der Mount Monadnock gehört zu den meistbestiegenen Bergen der Welt. Der White Mountain National Forest umfasst den größten Teil des Appalachian Trail zwischen Vermont und Maine und verfügt über die Mount Washington Auto Road, auf der Besucher bis zum Gipfel des 1.917 Meter hohen Mount Washington fahren können.

## Geographie

### Lage, Ausdehnung und Gliederung

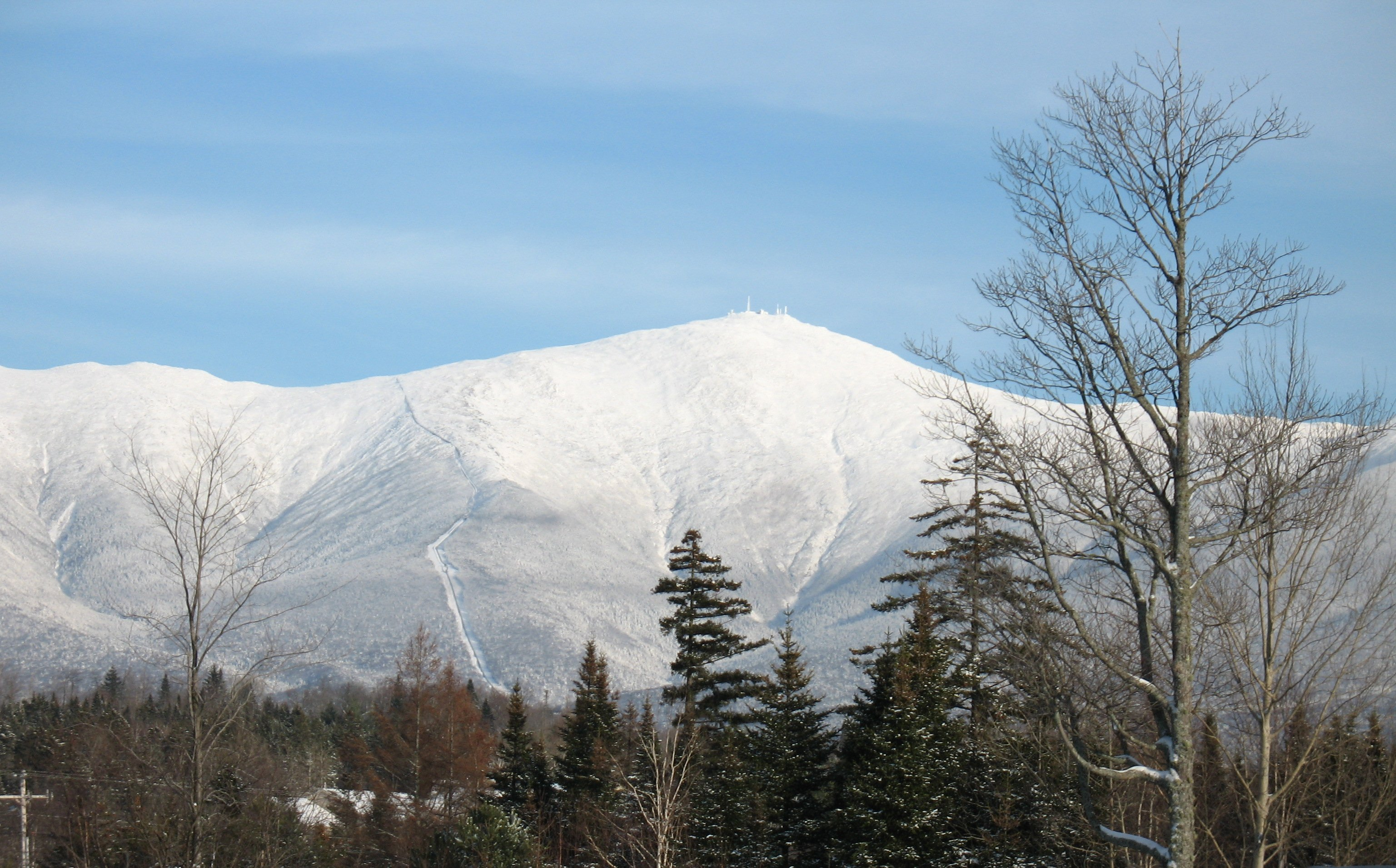
Der Mount Washington

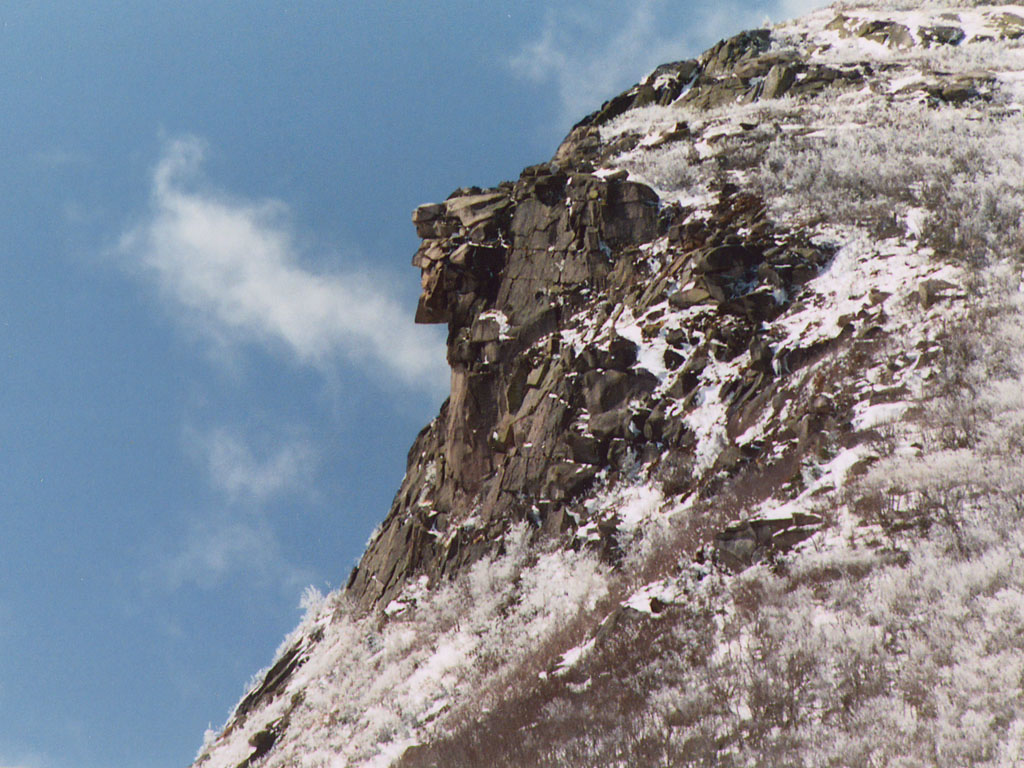
Am 3. Mai 2003 wurde der Old Man of the Mountain bei einem natürlichen Felssturz zerstört

New Hampshire zählt zu den Neuenglandstaaten. Politisch ist es in zehn Countys unterteilt, landschaftlich in sieben Regionen. Dies sind die die Great North Woods (Große Nördliche Wälder), die White Mountains (Weißes Gebirge), die Lakes Region (Seenregion), die Seacoast Region (Meeresküste), die Merrimack Valley Region entlang des Merrimack River Tales, wo die meisten Einwohner leben, die Monadnock Region und die Dartmouth-Lake Sunapee Region.
Die White Mountains sind ein Teilgebirge der Appalachen und bedecken den nördlichen Teil New Hampshires. Der höchste Berg des Gebirges und der dritthöchste der Appalachen ist der Mount Washington mit 1917 m. Der Mount Washington gehört zu den kältesten Regionen der USA, sieht man von Alaska ab. Die Temperaturdifferenzen zwischen Gipfel und Tal können bis zu −40 °C erreichen.
Im eher flacheren Südwesten des Staates liegt der Mount Monadnock. Von seiner Lage als Einzelberg leitet sich der Ausdruck Monadnock für einen einzeln stehenden Berg ab.
Die bedeutendsten Flüsse sind der 177 km lange Merrimack River, der in der Mitte von New Hampshire am Zusammenfluss von Pemigewasset River und Winnipesaukee River entsteht und in Nord-Süd-Richtung weiter nach Massachusetts fließt. Dessen bedeutendster Nebenflüsse ist der Contoocook River. Der 670 km lange Connecticut River bildet die Westgrenze zu Vermont und fließt weiter nach Süden durch die Staaten Massachusetts und Connecticut. Die Grenze zwischen New Hampshire und VErmont folgt dem Westufer des Flusses. Der Piscataqua River fließt in den Atlantischen Ozean, dort gibt es einige Häfen, unter anderem in Portsmouth. New Hampshire hat einen andauernden Grenzstreit mit Maine um einige Inseln (heute bekannt als Seavey Island), dazu gehört auch die Marine-Werft von Portsmouth.
Der größte See ist der Lake Winnipesaukee mit einer Größe von 186 km², in der Mitte New Hampshires und in der Lakes Region gelegen.

### Landschaft
New Hampshire ist prozentual nach dem östlichen Nachbarn Maine der am zweitmeisten bewaldete der 50 US-Bundesstaaten.

### Countys, Städte, Orte, Bevölkerungsverteilung
Die größten Ortschaften sind:
- Liste der Städte in New Hampshire

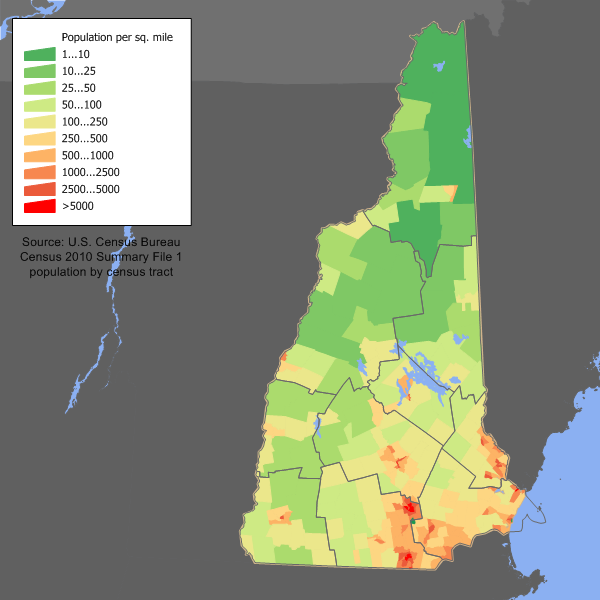
Bevölkerungsdichte

- Liste der Countys in New Hampshire

## Geschichte

### Frühgeschichte

#### Paläoindianer
Während der Eiszeiten, deren letzte als Wisconsin Glaciation bezeichnet wird, konnten auf dem Gebiet New Hampshires kaum Menschen leben. Das Gebiet war durchgängig erst ab dem 8. Jahrtausend v. Chr. bewohnt, die ersten Menschen kamen jedoch schon etwa drei Jahrtausende früher.
Eine systematische archäologische Untersuchung des Staatsgebiets existiert nicht. So wurden die 16 paläoindianischen Fundstätten (Stand: 2012) zur Hälfte zufällig entdeckt, der Rest aufgrund von Untersuchungen im Vorfeld von Baumaßnahmen, und nur eine einzige (Thorne) wurde infolge einer gezielten Suche nach Fundstätten entdeckt. Aus dieser frühesten Epoche indianischer Besiedlung existieren zudem 8 weitere Artefakte, die gut dokumentiert sind. Die Erforschung der Paläoindianer in New Hampshire beschleunigte sich erst 1995 mit der Entdeckung mehrerer Lager am Israel River. Bis dahin war die Mitte der 1970er Jahre entdeckte Whipple site oberhalb des Ashuelot River die einzige gut dokumentierte Fundstätte, doch wurde sie durch Andenkenjäger schwer beschädigt. Man vermutete, dass vor 10.000 bis 11.000 Radiokarbonjahren Karibu- und Biberjäger die Region bewohnten. Sie hinterließen am Israel River ein größeres Lager, das wohl von mehreren Familienverbänden genutzt wurde, eine Abbaustätte und eine Bearbeitungsstätte für Steine (eine weitere fand sich bei Colebrook) und mehrere kurzzeitig genutzte Lager. Bei Tamworth fand sich gleichfalls eine kleine Rhyolith-Abbaustätte. Die 2003 entdeckte Potter Site in Randolph ist 3,2 ha groß und birgt mindestens acht Abschnitte mit hoher Funddichte. An mindestens zweien fand intensive Holzverarbeitung statt. Die über lange Zeit genutzte Stätte barg zwei Typen von Projektilspitzen, nämlich vom in New Hampshire häufigsten Michaud/Neponset- (mittel-paläoindianisch, teils sehr lange Spitzen) und vom Bull Brooke/West Athens Hill-Typ; in Auburn fand man kannelierte Spitzen (fluted points), die zur Fixierung des Schaftes dienten, im Kings Road/Whipple-Stil. Auch wurden die teils lange bekannten Faustkeile neu untersucht. Die Fundstätten sind gelegentlich über einen Hektar groß (Potter, Jefferson III), die kleinste umfasst jedoch nur 25 m². Dabei handelt es sich um die Colebrook site, an der 3.200 Abschläge gefunden wurden. Hier bereitete wohl eine Gruppe von Jägern ihre Waffen auf eine bevorstehende Jagd vor. Dabei verabschiedet sich die Archäologie von der weit verbreiteten Vorstellung, die Paläoindianer hätten, im Unterschied zu den archaischen Indianern, hauptsächlich von der Megafauna gelebt. Klar ist nur, dass mit dem Verschwinden vor allem von Mammut und Mastodon, eine Spezialisierung auf kleinere, aber in großen Herden vorkommende Tiere einsetzte, auf Karibus und Bisons.
Der Rhyolith vom Mount Jasper in Berlin steht in Beziehung zu Funden in Massachusetts (Neponset site) und Maine. Bisher wurden keine Schlachtstätten („kill sites“), Gräber oder rituelle Stätten entdeckt, sondern nur Großlager und kleine Jagdlager, sowie Steinabbau- und -verarbeitungsstätten. Die bedeutendste Steingewinnungsstätte ist Mount Jasper, die in das National Register of Historic Places eingetragen wurde. Der Rhyolith am Israel River ist zwar dem am Mount Jasper ähnlich, doch stammt er nicht von dem Berg, sondern aus einer unbekannten Quelle. Hingegen stammen die Artefakte von Stone’s Throw vom Mount Jasper. Von ähnlich großer Bedeutung für die Ausstattung mit dem Grundmaterial war der benachbarte Nordhang der Ossipee Mountains in Tamworth. Dort fand sich ein Fels, der als Ossipee hornfels bekannt ist und große Mengen von Feuerstein enthält – er fand sich neben dem Rhyolith vom Mt. Jasper in Stone’s Throw, allerdings aus der nach-paläoindianischen archaischen Periode. Etwa 15 km südöstlich, an der Thornton site, fand man rohe Faustkeile aus diesem Material, bei dem es sich eher um ein Andesit handelt, ein Vulkangestein. Ähnliches fand man 60 km nördlich an der Porter site.
Die Whipple site gilt als eine der bedeutendsten Stätten im Nordosten der USA, zudem lieferte sie Radiokohlenstoffdaten. Wie im Fall der Porter site und Jefferson II am Israel River handelte es sich um ein „base camp“, das über längere Zeit und wiederholt genutzt wurde. Diese Lager wurden bevorzugt am Rande von Feuchtgebieten in der Nähe von Seen angelegt, insbesondere an Toteisseen.

#### Archaische Periode
Funde aus der archaischen Periode, vor allem Werkzeugreste aus Quarz, konnten auf die Zeit um 9000 BP datiert werden. Archäologische Grabungen wiesen den Abbau von Gesteinsarten nach, die für Werkzeuge und Waffen gebraucht wurden. Nördlich des Lake Winnipesaukee wurden Hornfelsvorkommen bereit in spätarchaischer Zeit abgebaut. Eine der Ursachen für die frühe Nutzung des Sees bestand, neben dem Hornfels, in einem Lager von Rhyolith, einem Gestein, aus dem in Werkstätten, die man bei Belmont (NH 31-20-5) fand, Werkzeuge hergestellt wurden. In zwei Werkstattzentren fertigte man verschiedene Vorformen, sogenannte cores oder Kerne für Schaber, Kratzer, Bohrer und Klingen an, die vor allem zwischen 6000 und 5000 v. Chr. entstanden. Insgesamt fand man rund 30.000 Artefakte. Auch wurden dort Häute und Holz bearbeitet, so dass es sich wohl um dauerhaft bewohnte Dörfer handelte. 1999 entdeckte man am Silver Lake ähnliche Werkstätten. Diese Werkstätten versorgten die Umgebung mit fertigen Werkzeugen, wie etwa das Merrimack-Tal.
Eine weitere wichtige Fundstätte, eine Notgrabungsstätte am Westufer des Winnipesaukee-Sees gelegen, liegt im Lochmere Archaeological District. Die Lodge Site (NH31-6-6) umspannt die mittelarchaische Periode und reicht bis in die späte Waldlandperiode. Neben Werkzeugen fanden sich 145 Tonscherben aus der jüngeren Waldlandperiode, die durch die Landbebauung und die Herstellung tönerner Gefäße gekennzeichnet ist.

### Westliche Abenaki, Mohawk

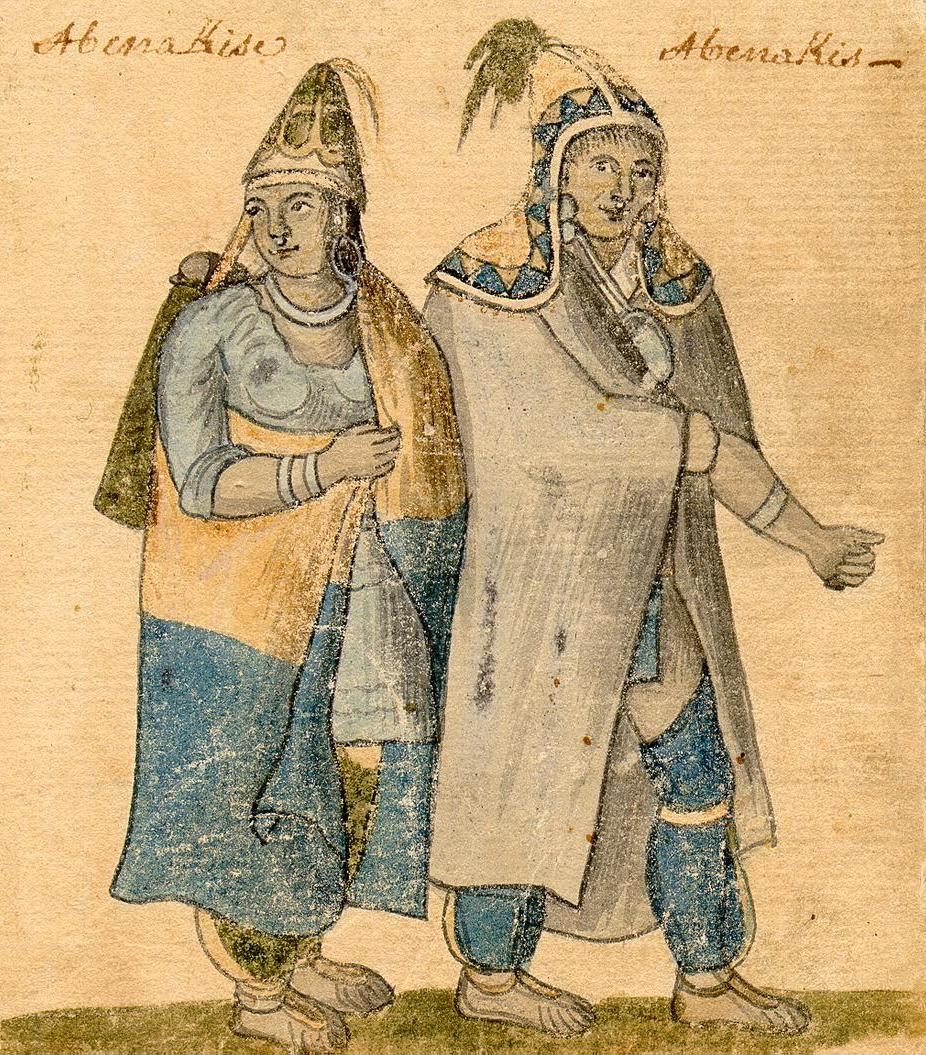
Abenakipaar im 18. Jahrhundert

Die westlichen Abenaki lebten zu Beginn des 17. Jahrhunderts im heutigen New Hampshire und Vermont sowie in den angrenzenden Gebieten der Kolonie Neufrankreich. Sie lebten im Tal des Champlainsees, den Green Mountains, dem Tal des Connecticut und in den White Mountains, deren angrenzendes Hochland im Süden die Täler des Winnipesaukee-Sees und des Merrimac River durchschneiden.
Reichliche Niederschläge, sehr kalte und lange Winter machten die Bodenbebauung, etwa den Anbau von Kürbissen schwierig. Jagd und Fischfang waren daher die Hauptnahrungsquellen. Ahornbäume lieferten Sirup und Zucker, der See Fisch. Dazu wurden von den Männern Reusen, Fallen, Angeln und Netze aufgestellt. Feld- und Gartenarbeit waren Frauenarbeit, sieht man vom Tabak ab. Die Frauen sammelten wilde Beeren, vor allem Heidelbeeren. Im wildreichen Waldmischwaldgebiet wuchsen neben Laubbäumen vor allem Hemlocktannen und Weiß-Kiefern, auf den Bergen und Berghängen überwiegend nördliche Laubbäume und Rottannen, in den Sumpfgebieten Balsamfichten, Schwarzfichten, Lärchen und weiße Zedern. An großen Säugetieren jagten die Abenaki Elche, Hirsche und Schwarzbären, aber auch Hasen, Wiesel, Eichhörnchen und Vögel; für den Pelzhandel stellten sie zudem Biber, Bisamratte, Otter, Mink, Fischermarder, Waschbär, Fuchs und Stinktier nach, wobei sie im Winter und mit Schneeschuhen und Schlitten jagten. Dabei standen sie mit Wölfen und Rotluchs nicht in Konkurrenz.
Die weiter im Süden zwischen Concord und Manchester lebenden Penacook genossen ein milderes Klima. Sie bauten Mais, Bohnen und Kürbisse an. Sie kamen als erste mit den europäischen Kolonisten in Kontakt. In dieser frühen Phase der europäischen Besiedlung gehörten die Penacook einer großen, nach ihnen benannten Konföderation an. Sie diente der Abwehr der Mi'kmaq im Norden und der Mohawk im Westen. Um Concord lag ihr Zentrum, dort bauten sie um 1600 drei Forts, doch konnten sie die Mohawk nicht aufhalten. Ihnen fiel ein erheblicher Anteil des Stammes zum Opfer, so dass einige Autoren von der „Vernichtung“ (destruction) des Stammes sprachen. Die Epidemie von 1617, die vom Saco River bis Cape Cod wütete, traf alle Stämme entlang der Küste. Ob sie bereits das Gebiet um Concord erreichte, kann nur angenommen werden. Mindestens 17 Dorfgruppen der Penacook sind bekannt, doch taucht in der Literatur eine Unzahl von Annahmen und Widersprüchen auf. Cook (S. 16) geht von mindestens 2500 Penacook aus, die um 1600 am Merrimac lebten. Am Lake Winnepesaukee, dem der gleichnamige Stamm den Namen gab, existierten neun Dörfer, davon allein sieben im Südwesten, wohl mit mindestens 1500 Einwohnern. Wohl um Newbury stand das vielleicht einzige große Dorf der Coosuck im dünn besiedelten Norden.
Eine Pocken-Epidemie traf die Stämme Neuenglands 1633 und 1634. Sie breitete sich nach Norden zu den Abenaki und Stämmen am Sankt-Lorenz-Strom und schließlich zu den Irokesen aus. Um 1637 erhielten die Abenaki ihre ersten Gewehre von englischen Händlern, die 1638 einen Handelsposten am Merrimack River bei den Pennacook errichteten. 1642 verbündeten sich die Westlichen Abenaki mit den Mahican und ihren früheren Feinden, den Mohawk, gegen die Montagnais oder Innu des Nordens. Zwar gelang es Jesuiten, einen Frieden zwischen östlichen Abenaki und Innu zu erreichen, doch kam es zu Konflikten mit den Mohawk im Westen. Die Pocumtuc verließen das Connecticut-Tal in Massachusetts und zogen nach Norden, womit nur noch Missisquoi und Cowasuck in Vermont als die letzten größeren Dörfer der Westlichen Abenaki fortbestanden. 1668 trieben die Mohawk die Pennacook durch New Hampshire in das südliche Maine.

### Britische Kolonialherrschaft

#### Erste englische Siedlungen

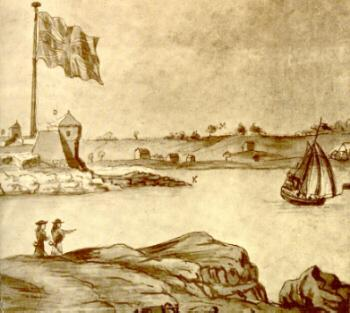
Fort William and Mary im Jahr 1705

Im Jahr 1629 vergab der Council for New England bzw. der englische König Karl I., an Captain John Mason und Sir Ferdinando Gorges Land in der Neuen Welt. Die Kolonie erhielt den Namen New Hampshire nach dem englischen Hampshire, dessen Name wiederum auf Southampton oder Hampton zurückging.
Die erste Siedlung entstand an Odiorne’s Point beim heutigen Portsmouth, dort, wo sich heute der Odiorne Point State Park erstreckt. Unter Führung von David Thompson, auch Thomson genannt, arbeitete eine Gruppe von Fischern. Thompsons Vater arbeitete für Sir Ferdinando Gorges aus Plymouth, der von König James I. 1623 das Recht erhalten hatte, Plantagen bei Jamestown und Plymouth anzulegen. Thompsons Siedler legten 1623, drei Tage nach der Landung der Pilgerväter in Plymouth, ein Fort, ein Herrenhaus und einige Hütten auf dem Flake Hill an. Die Siedlung erhielt den Namen Pannaway Plantation.
David Thompson war von Mason ausgeschickt worden, ihm folgten wenige Jahre später Edward und William Hilton. Ihre Expedition erreichte Dover, das sie Northam nannten. Mason, der 1635 starb, bekam seine Kolonie nie zu Gesicht. Siedler aus Pannaway, zogen später in die Region um Portsmouth, wo sie auf die Expedition der 1629 gegründeten Laconia Company unter Captain Neal stießen. Sie nannten ihre Siedlung Strawbery Banke. 1638 wurde Exeter von John Wheelwright gegründet.
Schon 1631 wurde Captain Thomas Wiggin zum ersten Gouverneur der Upper Plantation ernannt, zu der Dover, Durham und Stratham gehörten.

#### Anschluss an Massachusetts (1641–1679)
Zwar einigten sich die kleinen Kolonien 1639 auf eine Vereinigung, doch Massachusetts meldete Ansprüche auf das Territorium an. 1641 kam die Kolonie unter dessen Jurisdiktion, dafür beließ ihnen Boston eine gewisse Selbstverwaltung (home rule). 1653 beantragte Strawbery Banke bei General Court von Massachusetts die Änderung seines Namens in Portsmouth.

#### Königliche Provinz (1679–1691), Teil von Massachusetts (1691–1741)
1679 trennte Karl II. New Hampshire von Massachusetts und erhob ersteres zur königlichen Provinz New Hampshire. Erster Gouverneur wurde John Cutt. New Hampshire gehörte zur Dominion of New England ab 1686, die sich jedoch 1689 wieder auflöste. Nach einer kurzen regierungslosen Zeit, in der Massachusetts die äußeren Angelegenheiten übernahm, gaben „William and Mary“, womit man die Herrscher Wilhelm von Oranien und Maria II. meinte, 1691 eine neue Charta heraus. Von 1699 bis 1741 waren die Gouverneure von Massachusetts gleichzeitig zuständig für New Hampshire.

#### Verwicklung in Kolonialkriege, Verschwinden der Indianer, Ende der Ausdehnung nach Westen

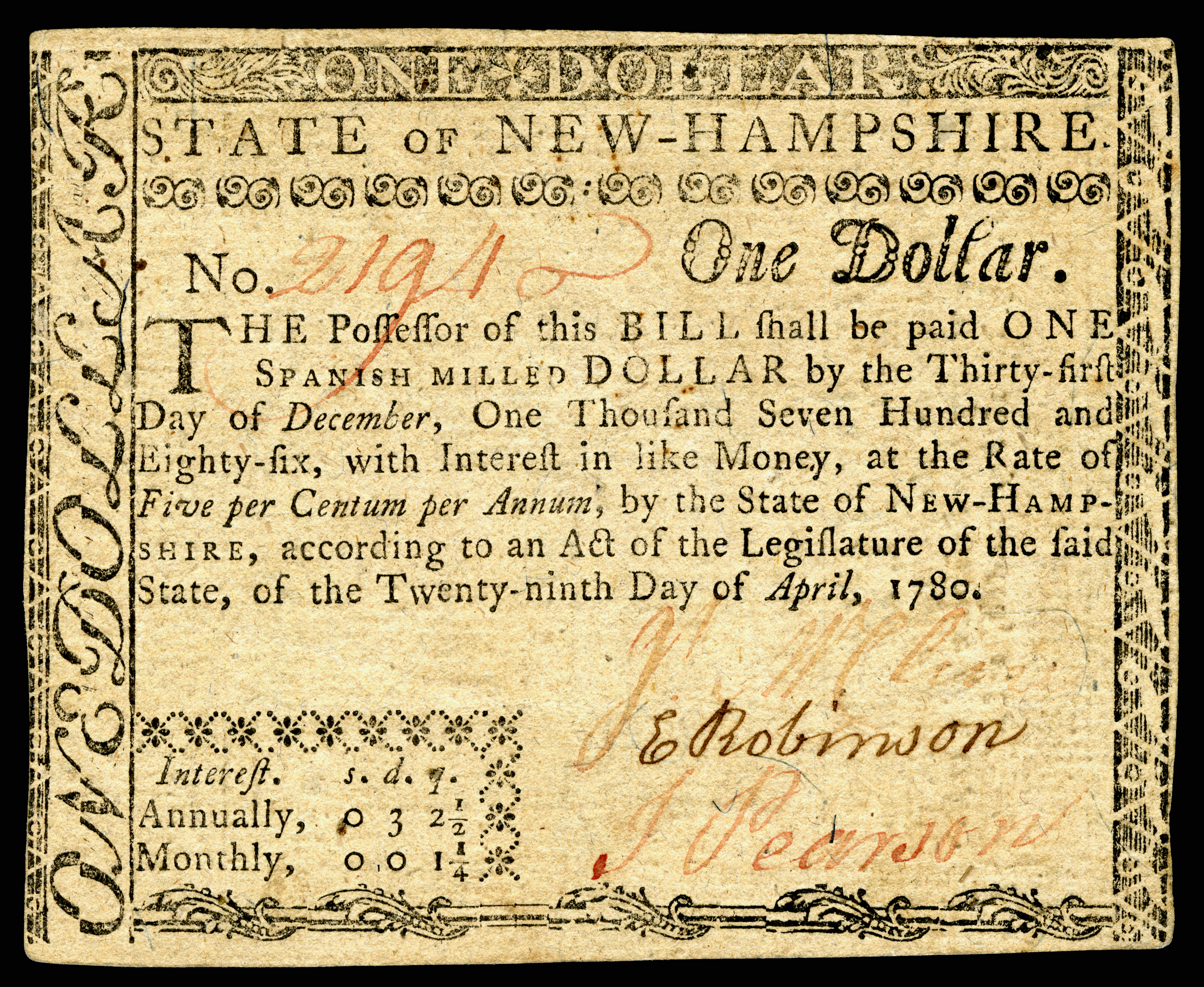
Kolonialwährung, Ein-Dollar-Note von 1780

Die Allianz zwischen Engländern und Irokesen hatte die Abenaki auf die Seite der Franzosen und ihrer Verbündeten gezwungen. Als 1675 Häuptling Metacomet oder „King Philip“ die englischen Kolonien angriff, hielten sich die meisten Abenaki zwar neutral, doch unterstützten ihn zumindest die südlichen Gruppen, die am stärksten vom englischen Siedlungsdruck und Landraub betroffen waren. Die Engländer antworteten mit einer Strafexpedition, sogar die weiter nördlich lebenden Penobscot und Kennebec wurden in den Krieg hineingezogen, der zu einem Massaker ausartete. Nach 1676 gab es nur noch etwa 4000 Indianer im südlichen Neuengland, die Zahl der erwachsenen Männer im Gebiet des Merrimack war von mehreren Tausend auf etwa 300 zusammengebrochen. Viele Abenaki waren auf französisches Gebiet geflohen. Die Kämpfe zwischen Frankreich und England wurden so rücksichtslos geführt, dass 1695 das gesamte Grenzgebiet entvölkert war. Erst 1727 kam es zu einem Friedensschluss.
Um 1680 war die Zahl der Pemigewasset durch Pocken dezimiert. Überlebende ließen sich bei Plymouth nieder. Eines ihrer wichtigsten Lager war an den Profile-Wasserfällen am Smith River, ein weiteres am alten Highway von Bristol nach Hill. Bei Bristol trafen Pemigewasset- und Pass-aqua-nik-Pfad mit dem Mascoma-Pfad aufeinander, der dem Smith River folgte. Der Kancamagus-Pfad lief mit dem Pemigewasset-Pfad bei Woodstock zusammen, und der Asquamchumaukee-Pfad traf mit ihm dort zusammen, wo ihr altes Dorf an der Mündung des Baker River gestanden hatte, genau oberhalb von Plymouth.
1696 verließen die wenigen noch verbliebenen Familien am Winnipesaukee-See ihr Dorf Aquadoctan in Begleitung zweier junger englischer Gefangener. Sie schlossen sich dem Stamm der Pequaket am Saco River beim heutigen Fryeburg (im Oxford County des Bundesstaats Maine) an. Um 1740 war die Provinz praktisch von allen indigenen Gruppen entvölkert.
In den 1730er Jahren gelang es dem Vizegouverneur John Wentworth Grenzstreitigkeiten in London vorzutragen, während der Gouverneur von Massachusetts Jonathan Belcher weiterhin Land an Siedler in den umstrittenen Gebieten ausgab. 1741 legte König George II. etwa die heutige Grenze fest und trennte auch das Gouverneursamt. Benning Wentworth wurde der erste nicht aus Massachusetts bestellte Gouverneur in New Hampshire seit Edward Cranfield. Wentworth seinerseits vergab Land weiter im Westen, das jedoch auch die Provinz New York beanspruchte. 1777 erklärte sich Vermont zur unabhängigen Republik (in den ersten sechs Monaten noch als „New Connecticut“, von Juli an als „Vermont“), die erste Verfassung Vermonts wurde verabschiedet und ratifiziert.

### Aufstand gegen Großbritannien, Anschluss an USA

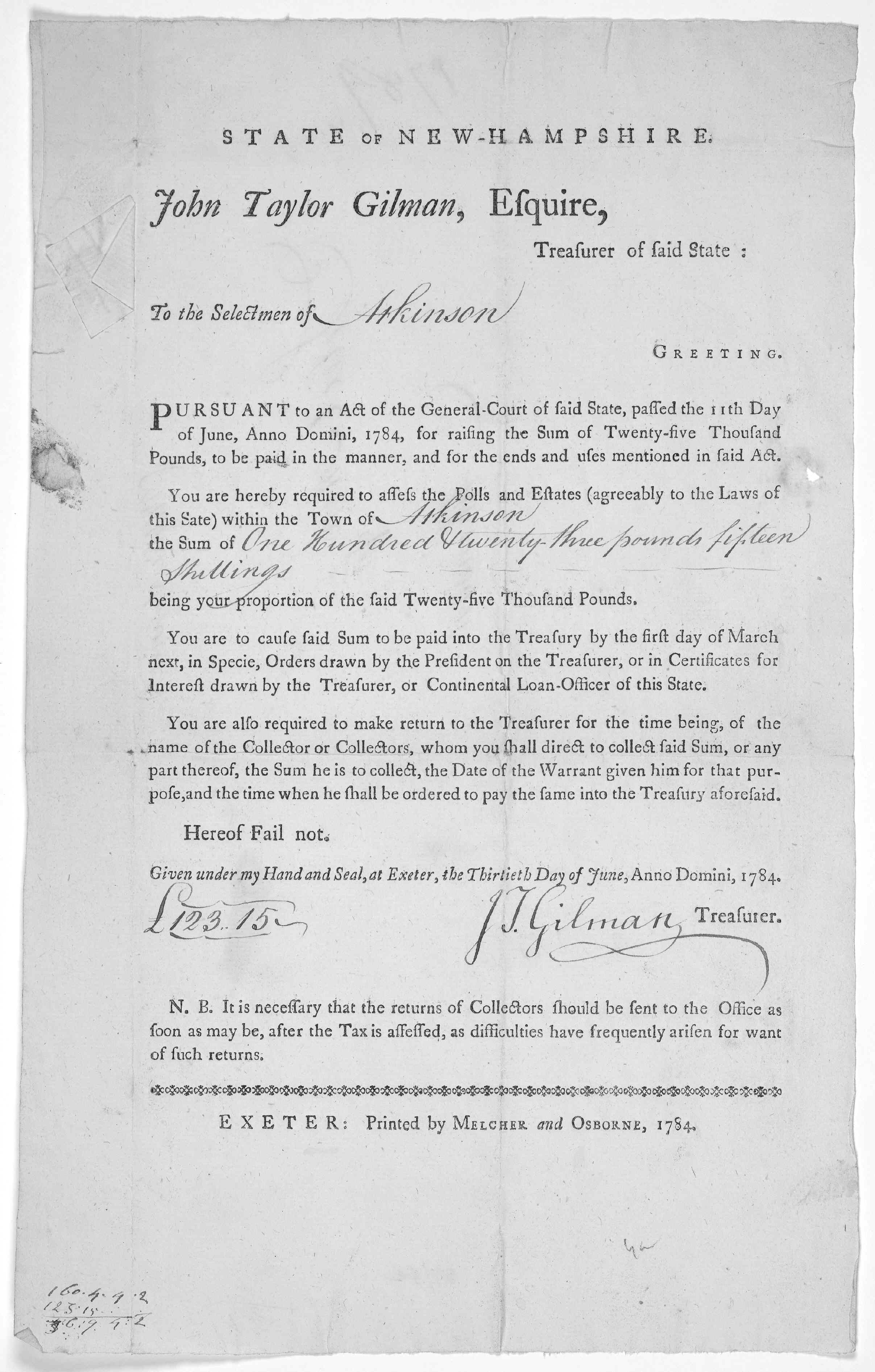
John Taylor Gilman, Schatzmeister von New Hampshire, schrieb 1784 an die „Selectmen of Atkinson“ und forderte sie auf, 123 Pfund und 11 Schilling Abgaben zu leisten, die einen Teil der 25.000 von den Kolonisten aufzubringenden Pfund waren

New Hampshire war eine der Dreizehn Kolonien, die sich gegen die britische Kolonialherrschaft erhoben. Im Januar 1776 setzte New Hampshire als erste Kolonie eine Regierung ein und verabschiedete eine Verfassung, doch im Gegensatz zu Rhode Island, das sich als erstes für unabhängig erklärte, wollte New Hampshire keineswegs die Herrschaft Londons abschütteln. Der Angriff auf das heutige Fort Constitution (damals Fort William and Mary) brachte Munition für die Schlacht am Bunker Hill, die wenig später nördlich von Boston stattfand. New Hampshire stellte drei Regimenter für die Continental Army. Auch die New Hampshire Militia kämpfte bei Bunker Hill, bei Bennington, in der Saratoga Campaign und der Schlacht von Rhode Island. Im Jahr 1788 wurde New Hampshire als einer der 13 Gründerstaaten in die Union der Vereinigten Staaten aufgenommen.

### US-Bundesstaat
Im Jahr 1808 wurde Concord Hauptstadt des Bundesstaates.

#### Grenzstreitigkeiten, Sklavenbefreiung, Landstreit (1815–1860)

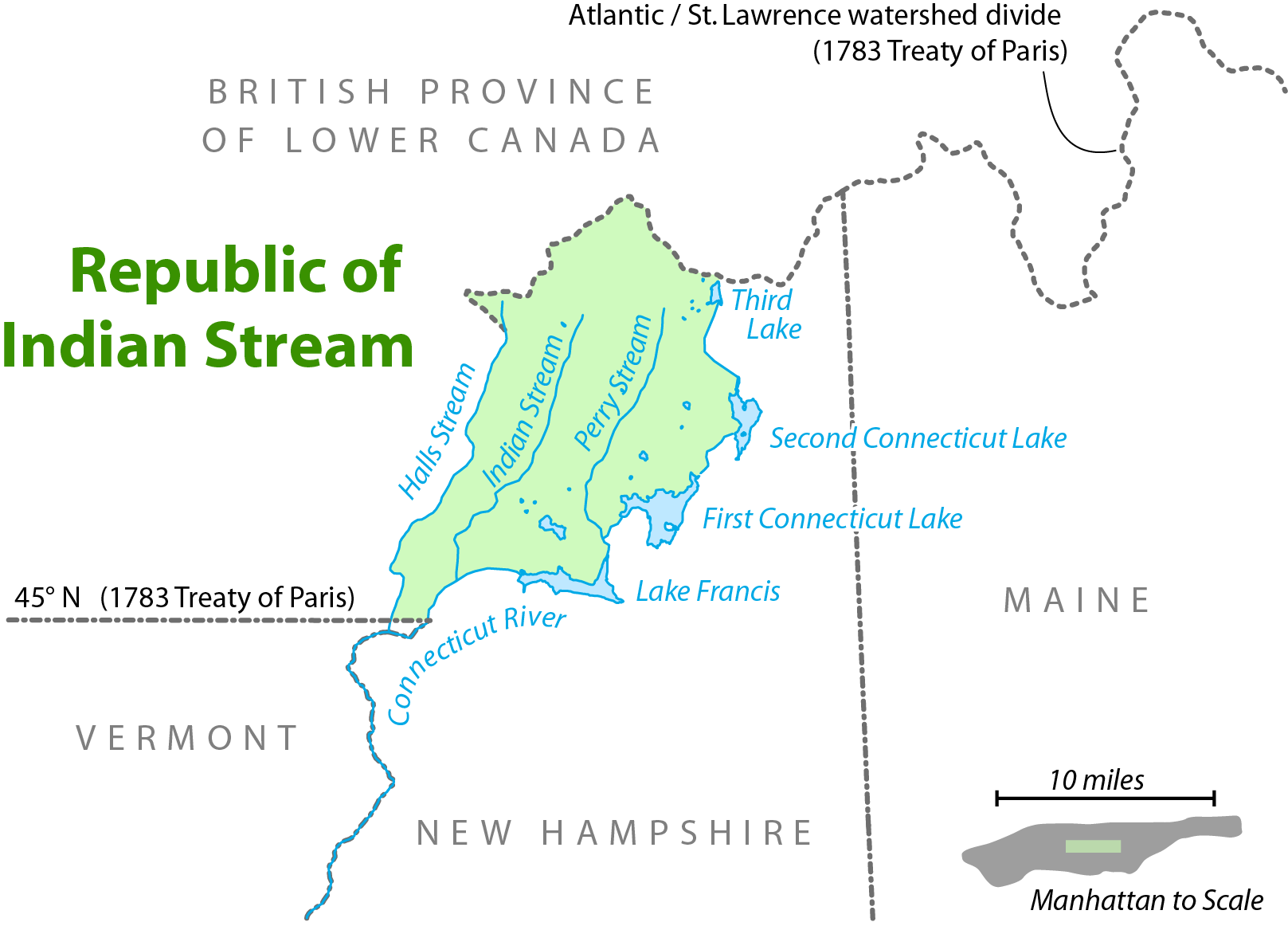
Karte der Republic of Indian Stream

In den 1830er Jahren war immer noch nicht die Grenzfrage mit dem britisch gebliebenen Kanada geregelt. So entstand 1832 bis 1835 die Republic of Indian Stream an der Grenze. Die Miliz von New Hampshire okkupierte 1835 das Gebiet, Großbritannien gab seine Ansprüche erst im Januar 1836 auf. Erst der Webster-Ashburton-Treaty regelte 1842 den Grenzverlauf und wies das Gebiet New Hampshire zu.
Abolitionisten, Befürworter der Sklavenbefreiung vom Dartmouth College setzten sich für Bildung für Schwarze ein und gründeten 1835 die Weißen und Schwarzen gleichermaßen zugängliche Noyes Academy in Canaan; doch die örtlichen Gegner zogen nach wenigen Monaten das Schulgebäude mit Ochsen fort, bevor sie es in Flammen aufgehen ließen.
Auch wenn die abolitionistische Free Soil Party unter Führung von John P. Hale viele Anhänger fand, so blieben die demokratischen Anhänger Jacksons doch in der Mehrheit. Sie wurden von dem Herausgeber Isaac Hill geführt, der glaubte, ihre Landverteilungspläne dienten nur ihren eigenen Interessen. 1856 vereinigte sich die Free-Soil-Partei mit der Republikanischen Partei.

#### Bürgerkrieg (1861–1865)
New Hampshire steuerte 18 Infanterieregimenter zum Bürgerkrieg bei, hinzu kamen zwei Kavallerieregimenter, drei Kompanien Artillerie und drei Kompanien Scharfschützen. Von den im Oktober 1861 gemusterten 1051 Mann der 5. Infanteriedivision kehrten nur 477 zurück.

#### Industrialisierung, Weltwirtschaftskrise, Zweiter Weltkrieg, Nachkriegszeit
Die südliche Textilkonkurrenz machte New Hampshire zu schaffen. So wurde 1935 die Amoskeag Manufacturing Company in Manchester geschlossen. 1949 folgte die Nashua Manufacturing Company in Nashua und der Bankrott der Papiermühle der Brown Company in Berlin. Verbesserungen in der Infrastruktur, in dieser Zeit vor allem Straßenbau, führten zu einer stärkeren Anbindung an Bostons Industrieregion. Im Süden des Bundesstaats siedelte sich der Zulieferer für Waffenelektronik Sanders Associates 1952 an; Anfang der 70er Jahre folgte die Digital Equipment Corporation.

## Bevölkerung

### Religionen
Fast 80 % der Bevölkerung bekennt sich zum Christentum.
Größte christliche Religionsgemeinschaft ist die Katholische Kirche – 35 % der Christen sind Katholiken, vor allem französischer und irischer Herkunft. Die beiden wichtigsten protestantischen Religionsgemeinschaften sind die United Church of Christ mit 34.299 und die United Methodist Church mit 18.927 Mitgliedern.
Zirka 18 % bezeichnen sich als Nichtreligiöse oder Atheisten, andere Glaubensgemeinschaften (Juden, Buddhisten, Muslime) machen zusammen 2 % der Bevölkerung aus.

### Demographie
Im Jahr 2010 waren 92,3 % der Bevölkerung Weiße (ohne Hispano-Amerikaner), 2,2 % Asiaten, 1,1 % Afro-Amerikaner und 0,2 % amerikanische Ureinwohner. 2,8 % waren Latinos (Hispano-Amerikaner). Im Jahr 2014 hatten 23,6 % französische oder franko-kanadische, 20,9 % irische, 17,1 % englische, 10,8 % italienische und 9,4 % deutsche Vorfahren. 6 % der Bevölkerung sind außerhalb der USA geboren. Die franko-kanadisch- bzw. französischstämmige Bevölkerung und die Irischstämmigen leben hauptsächlich in den traditionellen Bergarbeiterstädten wie Manchester.

## Politik
Der Staat New Hampshire, traditionell der konservativste in Neuengland, war von den 1980er-Jahren bis zum Anfang der 2000er-Jahre als Swing State einzuordnen. Beide großen Parteien (Demokraten und Republikaner) hatten daher gleich gute Chancen, den Staat für sich zu entscheiden, wobei der Staat bei Präsidentschaftswahlen zuvor mehrheitlich eher republikanisch orientiert war.
Seit Mitte der 2000er-Jahre allerdings gibt es in New Hampshire wieder eine demokratische Tendenz. So gewannen ausschließlich demokratische Präsidentschaftskandidaten seit 2004, wenn auch deutlich knapper als im Rest der Staaten in Neuengland, die heute immer noch als demokratisch geprägt gelten. Seit 2000 konnte so kein republikanischer Präsidentschaftskandidat mehr in New Hampshire gewinnen. 2016 jedoch war das Ergebnis denkbar knapp – Hillary Clinton gewann den Staat mit gerade einmal 3.000 Stimmen Vorsprung vor dem Republikaner Donald Trump.
Im November 2008 wurde New Hampshire der erste Staat, dessen Senat über eine weibliche Mehrheit verfügt. 13 von 24 Abgeordneten waren nach dieser Wahl Frauen (gegenüber 1 zu 4 im US-Durchschnitt). Seit Januar 2025 ist Kelly Ayotte von der Republikanischen Partei Gouverneurin des Staates.
Seit dem 3. Juni 2009 ist New Hampshire der sechste Staat der USA, der die Ehe für gleichgeschlechtliche Paare geöffnet hat.
| Jahr | Republikaner    | Demokraten      |
| ---- | --------------- | --------------- |
| 2024 | 47,87 % 395.523 | 50,65 % 418.488 |
| 2020 | 45,36 % 365.654 | 52,71 % 424.921 |
| 2016 | 46,61 % 345.790 | 46,98 % 348.526 |
| 2012 | 46,40 % 329.918 | 51,98 % 369.561 |
| 2008 | 44,52 % 316.534 | 54,13 % 384.826 |
| 2004 | 48,87 % 331.237 | 50,24 % 340.511 |
| 2000 | 48,07 % 273.559 | 46,80 % 266.348 |

### Gouverneure
- Liste der Gouverneure von New Hampshire

### Kongress
- Liste der US-Senatoren aus New Hampshire
- Liste der Mitglieder des US-Repräsentantenhauses aus New Hampshire

### Mitglieder im 119. Kongress
|  | Name                                | Mitglied seit | Parteizugehörigkeit |
|  | ----------------------------------- | ------------- | ------------------- |
|  | Christopher Charles Pappas          | 2019          | Demokrat            |
|  | Margaret „Maggie“ Vivian Goodlander | 2025          | Demokrat            |

|  | Name                          | Mitglied seit | Parteizugehörigkeit |
|  | ----------------------------- | ------------- | ------------------- |
|  | Cynthia Jeanne Shaheen        | 2009          | Demokrat            |
|  | Margaret „Maggie“ Wood Hassan | 2017          | Demokrat            |

### Todesstrafe
Als letzter Neuenglandsstaat hatte New Hampshire die Todesstrafe für Mord abgeschafft (in Vermont gibt es sie noch für Verrat, aber nicht mehr für Mord). Jedoch wurde, wie auch im Bundesstaat Kansas, seit ihrer Wiedereinführung nach 1976 auch keine neue Hinrichtung mehr durchgeführt (die letzte fand 1939 statt). Gegenwärtig (2021) sitzt nur ein Häftling im Todestrakt, es gibt jedoch keine Hinrichtungskammer.
Versuche, die Todesstrafe abzuschaffen, sind bis 2018 am Veto des jeweiligen Gouverneurs gescheitert. Auch Gouverneur Sununu legte 2018 sein Veto gegen eine solche Gesetzesvorlage ein, dieses konnte aber am 30. Mai mit einer Zweidrittelmehrheit von 16 zu 8 Stimmen der Abgeordneten überstimmt werden.

### Verwaltungsgliederung
New Hampshire ist zur Gänze in zehn Countys unterteilt. Die meisten lokalen Verwaltungsfunktionen obligen den Towns, die die nächstkleinere Verwaltungseinheit darstellen und den Minor Civil Divisions anderer Bundesstaaten entsprechen. Davon unabhängig sind die Citys, die sich in New Hampshire nur durch die Organisationsform unterscheiden. In den Citys in New Hampshire ist der Gemeindevorstand eine Einzelperson entsprechend einem Bürgermeister, während den Towns der traditionelle, meist aus drei Menschen bestehende Gemeinderat vorsteht und die Exekutivfunktion hat. In zwei Countys, Coös und Carroll, wird nicht die ganze Fläche des Countys durch Citys und Towns abgedeckt. Dort existieren nicht-selbstständig verwaltete Gebiete, die je nach Entstehung als Gores, Grants, Purchases, Locations und Townships bezeichnet werden. Sie sind nur zum Teil bewohnt und unterstehen der Countyverwaltung oder werden von einer benachbarten Town oder dem jeweiligen Eigentümer, beispielsweise dem Dartmouth College, verwaltet. Townships sind hierbei Towns, die sich nie konstituiert haben oder wieder aufgelöst wurden. Gore ist ein Begriff für ein Flurstück, das bei der Vermessung übersehen wurde. Grants und Purchases (Erwerbungen) gehen auf entsprechende Rechtsakte zurück. Die ehemalige Town of Livermore ist keine Township im eigentlichen Sinne, sondern eine rechtlich aufgelöste Gemeinde.

## Wirtschaft und Infrastruktur
Das reale Bruttoinlandsprodukt pro Kopf (engl. per capita GDP) – der wichtigste Wohlstandsindikator – lag im Jahre 2016 bei USD 58.327 (nationaler Durchschnitt der 50 US-Bundesstaaten: USD 57.118; nationaler Rangplatz: 18). Die Arbeitslosenrate lag im November 2017 bei 2,9 % (Landesdurchschnitt: 4,1 %).
Wichtige Erzeugnisse waren früher Schuhe und Textilien, geblieben ist der Granitabbau. Von Bedeutung ist die Landwirtschaft (Milch-, Geflügelwirtschaft), Elektro-, Papier- und Zellstoffindustrie.
Der Bundesstaat erhebt keine Umsatz- und Einkommensteuer (abgesehen von einer 5%igen Abgabe auf Dividenden und Zinsen). Dies führte dazu, dass in New Hampshire hohe Vermögensabgaben zu entrichten sind. Der Bundesstaat besteuert in geringem Umfang Mahlzeiten, Beherbergung, Fahrzeuge und erhebt Benutzungsgebühren für Straßen.

### Verkehr

#### Straßen
New Hampshire ist nach Angaben der nationalen Verkehrsbehörde der einzige US-Bundesstaat, in welchem keine allgemeine Gurtpflicht für Erwachsene besteht. Lediglich Kinder und Jugendliche unter 18 Jahren müssen im Straßenverkehr den Sicherheitsgurt anlegen. Ungeachtet dessen benutzten im Jahr 2008 nach eigenen Angaben 69 % Prozent der Verkehrsteilnehmer während der Autofahrt den Gurt; der nationale Durchschnitt betrug im gleichen Zeitraum 83 %. Nach einem Vorstoß der demokratischen Senatorin Maggie Hassan im Jahr 2007 wurde die Einführung einer allgemeinen Gurtpflicht im April 2009 wieder diskutiert und ein entsprechender Gesetzesentwurf vorgelegt, welcher jedoch besonders bei republikanischen Abgeordneten auf Widerstand stieß, die darin einen Gegensatz zum Staatsmotto New Hampshires („Live free or die“) sahen.
New Hampshire ist außerdem einer von drei Bundesstaaten (neben Illinois und Iowa), der keine gesetzliche Helmpflicht für Motorräder kennt.

#### Eisenbahn
Die erste Eisenbahn auf dem Gebiet des Bundesstaats wurde am 23. Dezember 1838 durch die Nashua and Lowell Railroad eröffnet. In den folgenden Jahren erschlossen verschiedene Bahngesellschaften vor allem den Süden des Landes. Die Hauptstadt Concord war am 7. September 1842 erreicht.
Aufgrund der geografischen Teilung des Landes durch die White Mountains bestanden zunächst zwei unabhängige Netze. Im Norden querte die 1853 fertiggestellte Atlantic and St. Lawrence Railroad den Bundesstaat. Diese Strecke war zunächst in der Spurweite von 1676 mm gebaut worden, wurde jedoch bis 1873 umgespurt, um die Kosten für das Umladen der Güter zu sparen. Die beiden Netze wurden erst 1872 durch die White Mountains Railroad miteinander verbunden. In den 1870er Jahren ging mit der Portland and Ogdensburg Railway auch die zweite Ost-West-Verbindung im Norden in Betrieb.
Die einzige Schmalspurbahn des Landes, die Profile and Franconia Notch Railroad, verkehrte von 1879 bis etwa 1930 in den White Mountains. Eine weitere Besonderheit stellt bis heute die Mount Washington Cog Railway dar, die älteste auf einen Berg führende Zahnradbahn der Welt, die seit 1869 auf den höchsten Berg des Bundesstaats, den Mount Washington, führt.
Heute besteht das Eisenbahnnetz in New Hampshire aus vier nicht zusammenhängenden Teilen. Die drei wichtigsten Nord-Süd-Hauptstrecken, Boston–Portland, Boston–Concord und Springfield–White River Junction werden durch die Pan Am Railways bedient, die erste und die dritte der Strecken auch durch die Amtrak im Personenverkehr. Im Norden betreibt die St. Lawrence and Atlantic Railroad die den Bundesstaat in Ost-West-Richtung querende Hauptstrecke Portland–Montreal. Daneben betreiben lokale Bahngesellschaften sowie einige Museumsbahnen weitere Strecken.

#### Luftfahrt
Die ersten Fahrzeuge im Luftraum von New Hampshire waren Ballons, die für Flugvorführungen benutzt wurden. Dabei kam es zu den ersten Flugunfällen der Luftfahrtsgeschichte des Staates. Die erste Landung eines Flugzeuges fand im Jahr 1911 statt, als ein Flieger aus Massachusetts bei Concord landete. Die Landung fand in der Nähe des ersten Flugplatzes des Staates statt, der 1926 eröffnet wurde, der spätere Concord Municipal Airport. Nach dem Ersten Weltkrieg nahm die Anzahl der Piloten und Flugzeuge im Staat zu, bis im Jahr 1930 die New York Times 26 Flugzeuge, 44 Piloten und drei Gleiter zählte. 1934 gab es im Staat 18 Flugfelder und -plätze. Von diesen sind nicht alle erhalten geblieben.
Der New Hampshire State Airport System Plan (NHSASP) von 2015 führt 24 Flugplätze in vier Kategorien auf, einschließlich der je nach Entwicklung zwei beziehungsweise drei Flughäfen, dem Lebanon Municipal Airport, Manchester-Boston Regional Airport und dem Portsmouth International Airport, und zuzüglich der Eislandebahn beziehungsweise Wasserflugzeugbasis in Alton Bay.
Der NHSASP umfasst der allgemeinen Luftfahrt offene Plätze in New Hampshire, unterteilt in die Kategorien Basic, lokal, regional, national und Primary. Die Unterschiede liegen in den Minimal- beziehungsweise empfohlenen Anforderungen an Bahnlänge, Belastbarkeit und Infrastruktur. Die Mindestlänge für einen Basic-Flugplatz beträgt 1500 Fuß (etwa 457 Meter), für einen Primary-Flugplatz 7000 Fuß (2134 Meter). Lokale Plätze müssen asphaltierte Pisten haben, alle unbefestigten Plätze mit Gras- oder Schotteroberflächen sowie Wasser- beziehungsweise Eislandeplätze fallen unter Basic. Weitere Kriterien sind unter anderem das Vorhandensein von Windsäcken und Unterständen für Plätze der einfachsten, Terminalgebäudegröße und Platzbeleuchtungsintensität für Plätze der obersten Kategorie, in die drei der Flugplätze in New Hampshire fallen. Linienverkehr ist ein empfohlenes Kriterium für Letztere.

## Bildung
Die wichtigste staatliche Hochschule ist die University of New Hampshire. Die bekannteste private Hochschule ist das zur Ivy League zählende Dartmouth College. Weitere Hochschulen sind in der Liste der Universitäten in New Hampshire verzeichnet.